# Atacames (kanton)
Atacames – kanton w Ekwadorze, w prowincji Esmeraldas. Stolicą kantonu jest Atacames.